# خليان (أرومية)
خليان هي قرية في مقاطعة أرومية، إيران. يقدر عدد سكانها بـ 117 نسمة بحسب إحصاء 2016.